# Kauffenheim
Kauffenheim je občina v departmaju Bas-Rhin francoske regije Alzacija.
Leta 1990 je v občini živelo 202 oseb oz. 90 oseb/km².